# Liste des capitaines-majors du Ceylan portugais
Les Portugais sont arrivés sur l'île du Sri Lanka en l'an 1505, au royaume de Kotte.
En 1594, le dernier roi de Kotte offre son territoire aux Portugais, et c'est ainsi que commence la colonie du Ceylan portugais. Avant cette date, la présence des Portugais était tolérée pour des raisons commerciales, et les responsables portugais présents étaient des capitaines de 1518 à 1551, et des capitaines-majors entre 1551 et 1594.

## Liste des capitaines-majors (1551–1594)
| Portrait | Nom                               | Date de naissance | Date de décès | Capitaine-major de | Capitaine-major jusqu'à | Monarque                           |
| -------- | --------------------------------- | ----------------- | ------------- | ------------------ | ----------------------- | ---------------------------------- |
|          | João Henriques                    | -                 | -             | 1551               | 1552                    | Jean III                           |
|          | Diogo de Melo Coutinho (1re fois) | -                 | -             | 1552               | 1552                    | Jean III                           |
|          | Duarte de Eça                     | 1480              | -             | 1552               | 1553                    | Jean III                           |
|          | Fernão Carvalho                   | -                 | -             | 1553               | 1555                    | Jean III                           |
|          | Afonso Pereira de Lacerda         | -                 | -             | 1555               | 1559                    | Jean III Sébastien Ier             |
|          | Jorge de Meneses Baroche          | -                 | -             | 1559               | 1560                    | Sébastien Ier                      |
|          | Baltasar Guedes de Sousa          | -                 | -             | 1560               | 1564                    | Sébastien Ier                      |
|          | Pedro de Ataíde Inferno           | -                 | -             | 1564               | 1565                    | Sébastien Ier                      |
|          | Diogo de Melo                     | -                 | -             | 1565               | 1568                    | Sébastien Ier                      |
|          | Fernando de Monroy                | -                 | -             | 1568               | 1570                    | Sébastien Ier                      |
|          | Diogo de Melo Coutinho (2e fois)  | -                 | -             | 1570               | 1572                    | Sébastien Ier                      |
|          | Antão de Noronha                  | -                 | -             | 1572               | 1575                    | Sébastien Ier                      |
|          | Fernando de Albuquerque           | -                 | -             | 1575               | 1578                    | Sébastien Ier                      |
|          | Manuel de Sousa Coutinho          | 1540              | 1591          | 1578               | 1583                    | Sébastien Ier Henri Ier Philippe I |
|          | João de Correia de Brito          | -                 | -             | 1583               | 1590                    | Philippe I                         |
|          | Simão de Brito                    | -                 | -             | 1590               | 1591                    | Philippe I                         |
|          | Pedro Homem Pereira               | -                 | -             | 1591               | 1594                    | Philippe I                         |